# Le Zut
Le Zut byl pařížský kabaret nacházející se na Montmartru, na adrese 28, rue Ravignan, který založil na počátku 20. století anarchista Gilbert Lenoir a nazval jej nejspíš na počest básníků zutistů kolem Charlese Crosa.
Kabaret poté koupil Frédéric Gérard, bývalý kramář, který se snažil o různost klientely podniku, tehdy převážně tvořené anarchisty (scházeli se zde redaktoři Le Libertaire), ale i násilníky, přitahováním umělců: Pierre Dumarchey, Léon-Paul Fargue nebo Max Jacob byli pravidelnými hosty podniku, jehož stěny ozdobil Picasso, který tam namaloval Pokušení svatého Antonína. Blízkost kabaretu k Bateau-Lavoir, kde tehdy bylo mnoho malířských ateliérů, podporovalo toto sblížení, které si nový šéf přál.
Podnik ale skončil v roce 1902, kdy po rvačce, která trvala celou noc, byla provozovna uzavřena policií. Frédéric Gérard následně převzal vedení kabaretu Lapin Agile. Číšník Julien Callé, který rvačku zahájil, se stal později majitelem Auberge de l'Œuf dur et du Commerce v Saint-Cyr-sur-Morin.